# Palaš

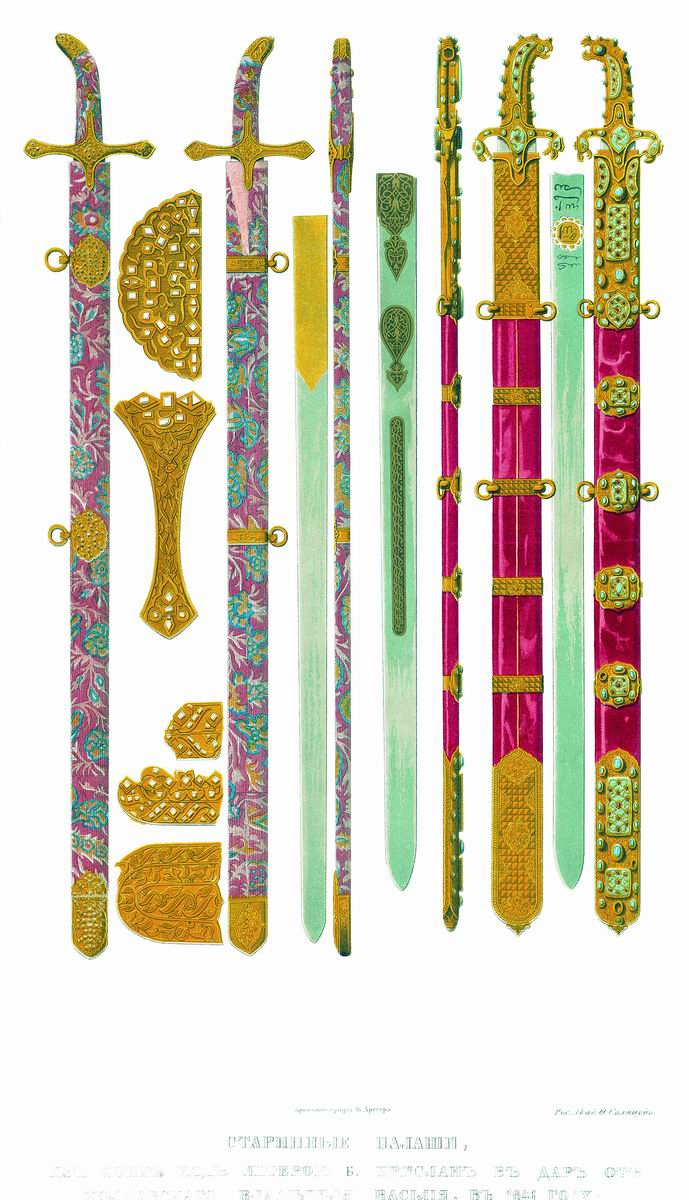
Ruské palaše a jejich pochvy

Palaš – slovo pochází z tureckého termínu pro šavli palach, do češtiny se dostalo pravděpodobně prostřednictvím maďarského výrazu pallos, stejně se vyslovuje ruské  палаш nebo polské palasz. Je to historická sečná a bodná zbraň, těžký meč typu zcela nebo téměř rovné šavle s pádnou, širokou ocelovou čepelí, jedno- nebo dvojbřitou. Jílec má opatřený košem nebo silnými poutky na ochranu ruky, místo poutek mohou být symetricky k čepeli zahnuté pruty se dvěma hlavičkami šelem. Oproti klasické šavli je palaš vhodnější k bodnému útoku. Palaš měřil i s rukojetí do 1,1 metru.

## Historie
Zbraň do střední Evropy pronikla prostřednictvím turko-tatarských nájezdníků z východu. V našich zemích se používala především v raném novověku, v 16. a 17. století, zavedlo ji uherské, chorvatské a litevské jezdectvo. Tento typ zbraní se později stal nejdůležitější částí výzbroje těžkého jezdectva – například kyrysníků a dragounů – většiny armád střední a západní Evropy a zůstal jím až do 19. století.
Honosné palaše osmanských Turků s jílcem zahnutým do tvaru hlavy orla, posázené drahokamy a se stejně klenotnicky zdobenou pochvou byly vítanou kořistí, diplomatickým dárkem či obchodním artiklem na panovnických dvorech střední Evropy kolem roku 1600 a staly se sběratelským předmětem.